# کانن پاورشات اس۹۰
کانن پاورشات اس۹۰ (به انگلیسی: Canon PowerShot S90) یک دوربین عکاسی کامپکت ساخت شرکت کانن است.